# Skotniki (Zgierz)
Pour les articles homonymes, voir Skotniki.
Skotniki est une localité polonaise de la gmina et du powiat de Zgierz en voïvodie de Łódź.